# Alvas Powell
Alvas Elvis Powell (* 18. Juli 1994 in Danvers Pen) ist ein jamaikanischer Fußballspieler, der meist als Abwehrspieler eingesetzt wird.

## Karriere

### Vereinskarriere
Powell begann seine Karriere auf Jamaika bei Portmore United. Dort absolvierte er auch sein Profidebüt im Januar 2012. Im Sommer 2013 wurde Powell in die Major League Soccer an die Portland Timbers ausgeliehen. Sein erstes Tor in der MLS erzielte er am 30. August 2014 beim 3:0-Sieg gegen die Vancouver Whitecaps. Nachdem er in Portland überzeugen konnte, wurde er zu Beginn der Saison 2015 fest verpflichtet. Powell trug maßgeblich dazu bei, dass die Timbers die Saison 2015 mit dem Gewinn der Meisterschaft abschließen konnten.
Zur Saison 2019 wechselte Powell zum FC Cincinnati. Nach 13 Einsätzen wechselte er zur Saison 2020 zum neuen MLS-Franchise Inter Miami.

### Nationalmannschaftskarriere
Nachdem Powell bereits zum Kader der U-17-Fußball-Weltmeisterschaft 2011 gehört hatte, absolvierte er sein Nationalmannschaftsdebüt für Jamaika am 10. Dezember 2012. Mit der Nationalmannschaft gewann er die Fußball-Karibikmeisterschaft 2014 nach Elfmeterschießen gegen Trinidad und Tobago.

## Erfolge

### Portland Timbers
- MLS Cup (1): 2015

### Portmore United FC
- National Premier League (1): 2012

### Jamaika
- Fußball-Karibikmeisterschaft (1): 2014